# 落禾沙

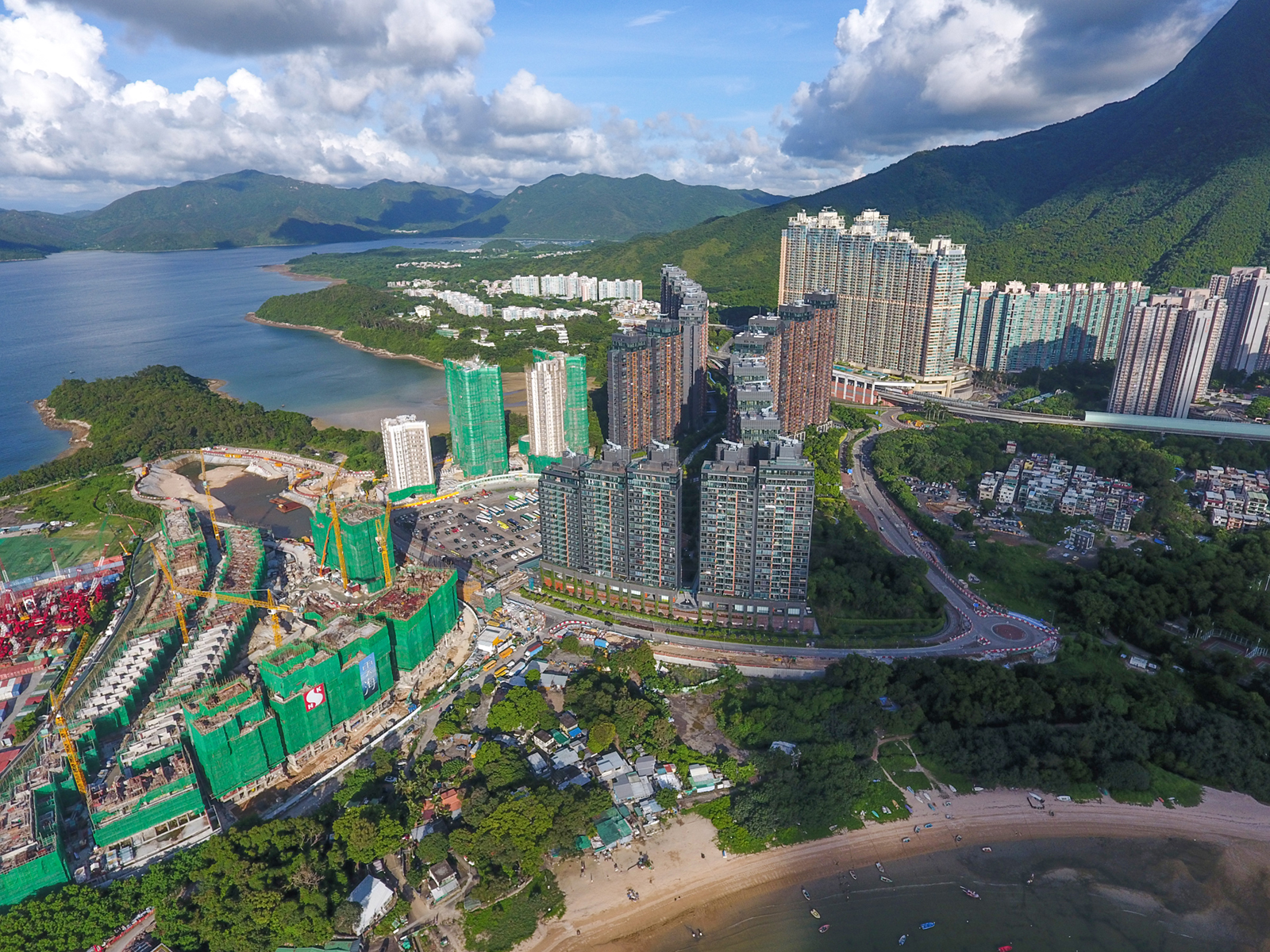
星漣海（左上方）及大型私人住宅迎海（中），前方為新地項目雲海

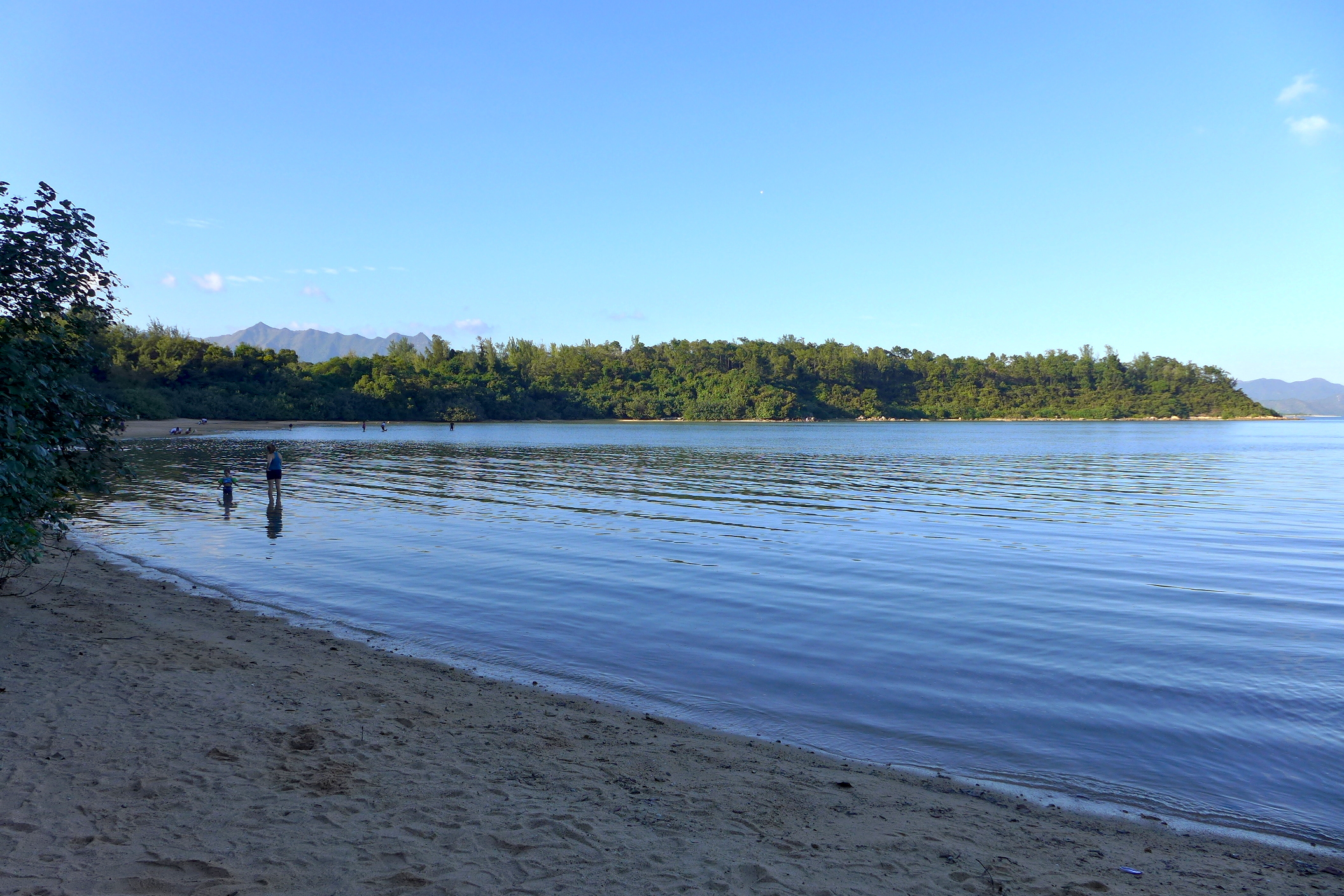
海星灣

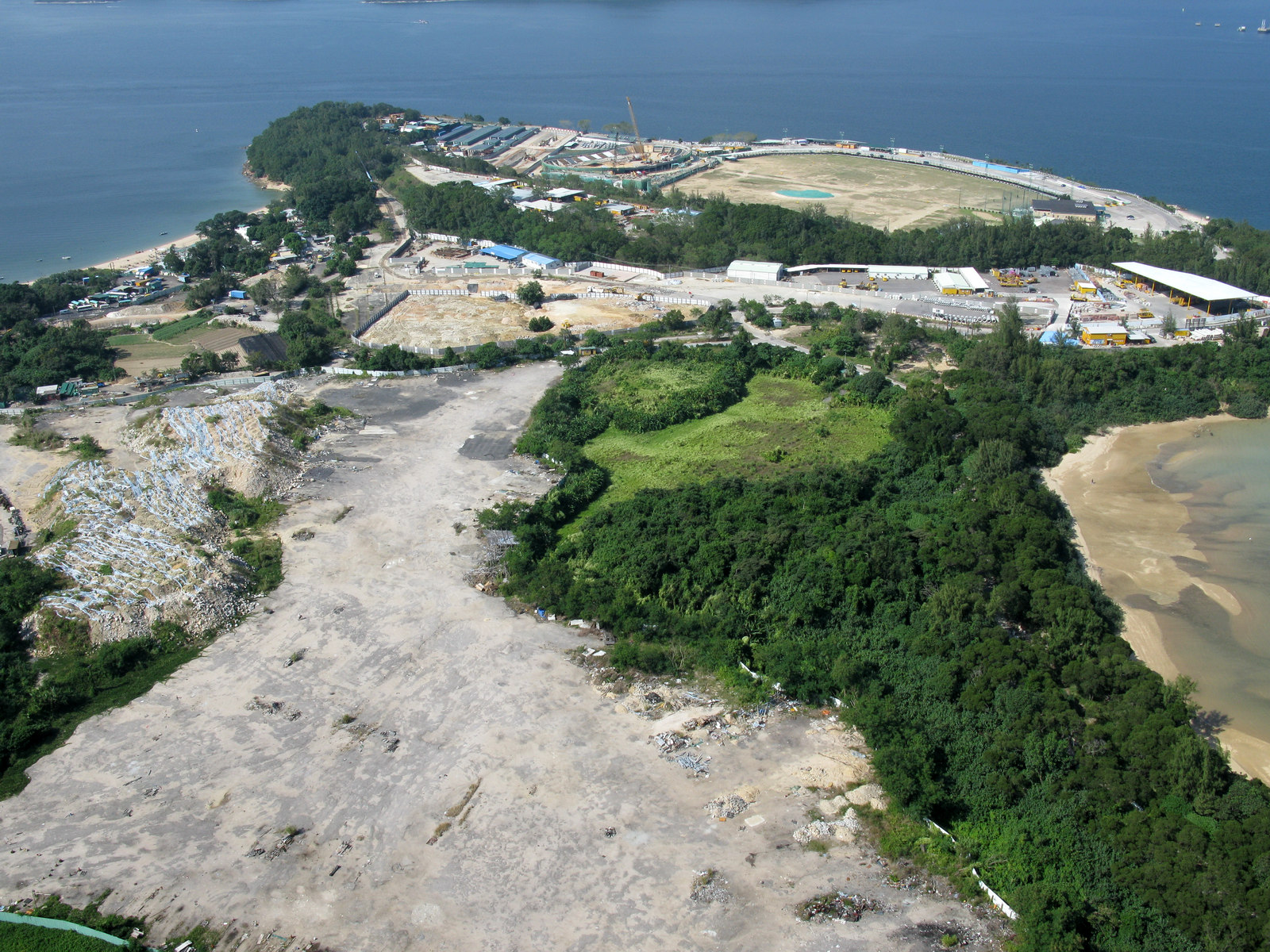
落禾沙（近處）及白石（遠處）

落禾沙（英語：Lok Wo Sha 或 Starfish Bay），是香港沙田區馬鞍山新市鎮的一個地方，位於烏溪沙青年新村以東，烏溪沙站以北，白石以南，樟木頭以西。該處於2011年起發展成為多個私人住宅項目，當中迎海於2013年年底至2017年落成。而落禾沙彩沙街地皮亦在2012年8月進行招標（已發展為星漣海）。

## 發展
2012年11月8日，長實以29.01億元，樓面呎價5,160元，奪得沙田市地段第574號的馬鞍山落禾沙彩沙街臨海限量地。地盤面積約為14,400平方米，指定作私人住宅用途。最低及最高的樓面面積分別為31,336平方米及52,227平方米。發展項目的住宅單位總數不得少於440個及不得超過463個，其後命名為星漣海，預計2018年6月入伙。
2014年3月25日，新鴻基地產旗下的Good Assets Limited以18.26億元，樓面呎價4241元，奪得馬鞍山白石沙田市地段第581號土地(地盤面積約為37700平方米，指定作私人住宅用途)，最低及最高的樓面面積分別為24000平方米及40000平方米。其後命名為雲海。
2013年8月，香港城市大學向城規會申請在落禾沙近星漣海位置（沙田市地段600號）興建3座樓高14至25層學生宿舍，唯遭迎海居民強烈反對後，到2014年5月校方作出修訂，縮至12至17層。
落禾沙鄰近海星灣自然保育區的近五萬方呎土地原規劃用途為“政府、社區或機構”用途，不過政府為增加房屋供應，在2015年改為住宅（丙類）3用途。結果惹來財團長實及俊和反對。同年，中信泰富（現名中信股份）以總價14.68億元投得的馬鞍山落禾沙地皮，每方呎樓面地價6502元，獲批建3幢20至21層高住宅，總樓面22.6萬方呎。

## 著名地點
- 落禾沙村
- 海星灣
- 迎海

## 交通
港鐵
- █  屯馬綫：烏溪沙站A1出入口

巴士
- 烏溪沙站公共交通交匯處

## 外部連結
- 馬鞍山發展─ 白石及落禾沙第一期道路及渠務工程 （页面存档备份，存于），香港立法會發展事務委員會